# Voltaire Schilling
Voltaire Schilling (Porto Alegre, 1944-Porto Alegre, 2 de enero de 2022) fue un profesor e historiador brasileño.

## Biografía
Se licenció en Historia en la Universidad Federal de Río Grande del Sur, donde más tarde impartió clases. Ha sido profesor durante más de 30 años en diversos establecimientos educativos y ha impartido un gran número de conferencias. Es profesor del Curso de Periodismo Aplicado en RBS y conferencista en AJURIS, colaborador de varios periódicos, responsable de la sección "Historia" de Portal Terra, fue director del Memorial Rio Grande do Sul y tiene en su currículum 16 libros y más de 50 obras menores. Representó a Brasil en la Feria Internacional del Libro de Jerusalén, en 1991. En 2005 recibió la Medalla Ciudad de Porto Alegre por los servicios relevantes prestados, en 2006 recibió el Premio Joaquim Felizardo del Departamento Municipal de Cultura, que destaca al Intelectual del Año, y en 2008 fue elegido miembro de la Rio- Academia Grande de Letras. En 2013 recibió del gobierno francés la Orden Nacional del Mérito en el grado de caballero. En 2010 fue uno de los nominados al Premio Darcy Ribeiro.

## Obras seleccionadas
Entre sus libros destacan los siguientes:
- 1984, La revolución china: colonialismo, maoísmo, revisionismo
- 1988, Nazismo: una breve historia ilustrada
- 1988, Momentos de la Historia: el papel de la Historia en la situación social
- 1991, Estados Unidos versus América Latina: las etapas de dominación
- 1995, Tiempos de historia
- 1999, El conflicto de ideas
- 2001, Nietzsche: En busca de Superman